# Joaquín Torres
Joaquín Eduardo Torres (Neuquén, 28 gennaio 1997) è un calciatore argentino, attaccante dell'Amazonas.

## Caratteristiche tecniche
È un'ala destra.

## Carriera
Cresciuto nelle giovanili del Newell's Old Boys, ha esordito il 29 marzo 2015 in occasione del match perso 2-0 contro il Belgrano. Nella stagione 2019-2020 viene girato in prestito al Volo dove colleziona 24 presenze e cinque reti in campionato e altre tre presenze in coppa nazionale. Di ritorno dall'esperienza greca, firma un nuovo contratto con gli argentini prima di essere nuovamente girato in prestito al CF Montréal. Il 18 luglio 2021 realizza la prima rete e fornisce il primo assist con i canadesi nel match vinto contro FC Cincinnati per 5-4.
Il 21 ottobre, il club canadese esercita il diritto di riscatto sul calciatore argentino.
Il 26 gennaio 2023 viene ceduto al Philadelphia Union. Il 12 marzo realizza la rete della vittoria (1-0) contro il Chicago Fire, match valido per la 3ª giornata di campionato.

## Statistiche

### Presenze e reti nei club
Statistiche aggiornate al 3 agosto 2024.
| Stagione                 | Squadra                  | Campionato               | Campionato | Campionato | Coppe nazionali | Coppe nazionali | Coppe nazionali | Coppe continentali | Coppe continentali | Coppe continentali | Altre coppe | Altre coppe | Altre coppe | Totale | Totale | Totale |
| Stagione                 | Squadra                  | Comp                     | Pres       | Reti       | Comp            | Pres            | Reti            | Comp               | Pres               | Reti               | Comp        | Pres        | Reti        | Pres   | Reti   |        |
| ------------------------ | ------------------------ | ------------------------ | ---------- | ---------- | --------------- | --------------- | --------------- | ------------------ | ------------------ | ------------------ | ----------- | ----------- | ----------- | ------ | ------ | ------ |
| 2015                     | Newell's Old Boys        | PD                       | 1          | 0          | CA              | 0               | 0               |                    | -                  | -                  |             | -           | -           | 1      | 0      |        |
| 2016                     | Newell's Old Boys        | PD                       | 1          | 0          | CA              | 1               | 0               |                    | -                  | -                  |             | -           | -           | 2      | 0      |        |
| 2016-2017                | Newell's Old Boys        | PD                       | 0          | 0          | CA              | 1               | 0               |                    | -                  | -                  |             | -           | -           | 1      | 0      |        |
| 2017-2018                | Newell's Old Boys        | PD                       | 27         | 2          | CA              | 0               | 0               | CS                 | 2                  | 0                  |             | -           | -           | 29     | 2      |        |
| 2018-2019                | Newell's Old Boys        | PD                       | 10         | 0          | CA              | 1               | 0               |                    | -                  | -                  |             | -           | -           | 11     | 0      |        |
| Totale Newell's Old Boys | Totale Newell's Old Boys | Totale Newell's Old Boys | 39         | 2          |                 | 2               | 0               |                    | 2                  | 0                  |             | -           | -           | 43     | 2      |        |
| 2019-2020                | Volo                     | SL                       | 23+1       | 5+0        | CG              | 3               | 0               | -                  | -                  | -                  | -           | -           | -           | 27     | 5      |        |
| feb.-dic. 2021           | CF Montréal              | MLS                      | 28         | 4          | CC              | 1               | 0               | -                  | -                  | -                  | -           | -           | -           | 29     | 4      |        |
| 2022                     | CF Montréal              | MLS                      | 25         | 3          | CC              | 1               | 0               | CCL                | 2                  | 0                  |             | -           | -           | 28     | 3      |        |
| Totale CF Montréal       | Totale CF Montréal       | Totale CF Montréal       | 53         | 7          |                 | 2               | 0               |                    | 2                  | 0                  |             | -           | -           | 57     | 7      |        |
| 2023                     | Philadelphia Union       | MLS                      | 14         | 1          | USOC            | 1               | 0               | CCL                | 4                  | 0                  | LC          | 4           | 0           | 23     | 1      |        |
| 2024                     | Universidad Católica     | PDC                      | 13         | 0          | CC              | 1               | 0               | CS                 | 1                  | 0                  |             | -           | -           | 15     | 0      |        |
| Totale carriera          | Totale carriera          | Totale carriera          | 140        | 15         |                 | 9               | 0               |                    | 9                  | 0                  |             | 4           | 0           | 162    | 15     |        |

## Palmarès
- Canadian Championship: 1

CF Montréal: 2021